# پاتریک کورونکیویچ
پاتریک کورونکیویچ (آلمانی: Patrick Koronkiewicz؛ زادهٔ ۱۳ مارس ۱۹۹۱) بازیکن فوتبال اهل آلمان است.
از باشگاه‌هایی که در آن بازی کرده‌است می‌توان به اشپورت فقاند زیگن اشاره کرد.
وی همچنین در تیم‌های ملی فوتبال جوانان آلمان، جوانان آلمان، و زیر ۲۰ سال آلمان بازی کرده‌است.